# Tanyaradzwa
Tanyaradzwa es una película dramática bilingüe de 2005, escrita y dirigida por Tawanda Gunda Mupengo. Está protagonizada por Tongayi Chirisa, Kudakwashe Maradzika y Tendai Musoni. Se estrenó en cines en agosto de 2005 y recibió críticas positivas. También recibió varios premios y nominaciones.

## Sinopsis
Tanyaradzwa (Kudakwashe Maradzika) es una inteligente y encantadora adolescente de 18 años que proviene de una familia acomodada, pero queda embarazada y lo mantiene en secreto durante nueve meses. Da a luz a un bebé y al saberlo sus padres se sienten avergonzados y la echan de casa. Ahora Tanyaradzwa intenta encontrar al padre del bebé.

## Elenco
- Tongayi Chirisa
- Kudakwashe Maradzika
- Tendai Musoni
- Tafadzwa Munyoro
- Rukudzo Chadzamira
- Emmanuel Mbirirmi
- Agnes Mupikata

## Premios y nominaciones
Fue nominada en seis categorías en los Premios de la Academia del Cine Africano 2006.
| Año  | Premio                                      | Categoría              | Resultado |
| ---- | ------------------------------------------- | ---------------------- | --------- |
| 2006 | Segunda edición Africa Movie Academy Awards | Mejor banda sonora     | Nominado  |
| 2006 | Segunda edición Africa Movie Academy Awards | Mejor actor            | Nominado  |
| 2006 | Segunda edición Africa Movie Academy Awards | Mejor guion            | Nominado  |
| 2006 | Segunda edición Africa Movie Academy Awards | Mejor actriz principal | Nominado  |
| 2006 | Segunda edición Africa Movie Academy Awards | Mejor fotografía       | Ganador   |
| 2006 | Segunda edición Africa Movie Academy Awards | Actriz más prometedora | Ganador   |